# Гарленд (округ)
Га́рленд (англ. Garland County) — округ, расположенный в штате Арканзас, США с населением в 88 068 человек по статистическим данным переписи 2000 года. По оценке Бюро переписи населения США в 2008 году число проживающих в округе составляло от 80 до 110 тысяч человек. Столица округа находится в городе Хот-Спрингс.
Округ Гарленд был образован 5 апреля 1873 года, став 68-м по счёту округом Арканзаса, и получил своё название в честь одиннадцатого губернатора штата Арканзас Огастаса Хилла Гарленда.

## География
По данным Бюро переписи населения США округ Гарленд имеет общую площадь в 1904 квадратных километра, из которых 1753 кв. километра занимает земля и 148 кв. километров — вода. Площадь водных ресурсов округа составляет 7,81 % от всей его площади.

### Соседние округа
- Перри — север
- Салин — восток
- Хот-Спринг — юг
- Монтгомери — запад
- Йелл — северо-запад

## Демография

Диаграмма распределения населения округа по возрастным диапазонам. Данные переписи населения 2000 года

По данным переписи населения 2000 года в округе Гарленд проживало 88 068 человек, 25 259 семей, насчитывалось 37 813 домашних хозяйств и 44 953 жилых дома. Средняя плотность населения составляла 50 человек на один квадратный километр. Расовый состав округа по данным переписи распределился следующим образом: 88,85 % белых, 7,80 % чёрных или афроамериканцев, 0,61 % коренных американцев, 0,50 % азиатов, 0,03 % выходцев с тихоокеанских островов, 1,49 % смешанных рас, 0,72 % — других народностей. Испано- и латиноамериканцы составили 2,56 % от всех жителей округа.
Из 37 813 домашних хозяйств в 25,10 % — воспитывали детей в возрасте до 18 лет, 53,20 % представляли собой совместно проживающие супружеские пары, в 10,10 % семей женщины проживали без мужей, 33,20 % не имели семей. 28,80 % от общего числа семей на момент переписи жили самостоятельно, при этом 13,50 % составили одинокие пожилые люди в возрасте 65 лет и старше. Средний размер домашнего хозяйства составил 2,28 человека, а средний размер семьи — 2,78 человека.
Население округа по возрастному диапазону по данным переписи 2000 года распределилось следующим образом: 21,30 % — жители младше 18 лет, 7,30 % — между 18 и 24 годами, 25,20 % — от 25 до 44 лет, 25,10 % — от 45 до 64 лет и 21,20 % — в возрасте 65 лет и старше. Средний возраст жителей округа составил 42 года. На каждые 100 женщин в округе приходилось 94,40 мужчины, при этом на каждых сто женщин 18 лет и старше приходилось 90,80 мужчины также старше 18 лет.
Средний доход на одно домашнее хозяйство в округе составил 31 724 доллара США, а средний доход на одну семью в округе — 38 079 долларов. При этом мужчины имели средний доход в 28 117 долларов США в год против 20 421 доллара США среднегодового дохода у женщин. Доход на душу населения в округе составил 18 631 доллар США в год. 10,50 % от всего числа семей в округе и 14,60 % от всей численности населения находилось на момент переписи населения за чертой бедности, при этом 22,70 % из них были моложе 18 лет и 8,60 % — в возрасте 65 лет и старше.

## Главные автодороги
- US 70
- US 270
- AR 5
- AR 7
- AR 88

## Населённые пункты

### Города
- Лонсдейл
- Маунтин-Пайн
- Фаунтин-Лейк
- Хот-Спрингс

### Посёлки и районы
- Лейк-Гамильтон
- Пайни
- Рокуэлл
- Хот-Спрингс-Вилидж

### Другие
- Ройал